# Anni Placht
Anni Placht (* 1950 in Wiesentheid) ist eine ehemalige deutsche Handballspielerin.

## Werdegang
Placht begann ihre Sportlaufbahn in der Leichtathletik-Abteilung der TG Kitzingen in Unterfranken. Mit den Handballfrauen der DJK Würzburg, bei denen sie mit ihrer Schwester zusammenspielte, stieg sie 1976 in die Bundesliga auf. 1980 wurde Placht als Deutschlands Handballerin des Jahres ausgezeichnet.
Die auf mehreren Positionen (Kreisläuferin, Rückraumspielerin, Außenspielerin) eingesetzte Spielerin nahm an den Weltmeisterschaften 1973 und 1978 teil. Mit zwölf Treffern war Placht bei der WM 1978 zweitbeste Torschützin der bundesdeutschen Auswahl. Placht, die zeitweise Spielführerin war, trat 1982 aus der Auswahl des Deutschen Handballbundes zurück. Insgesamt wurde sie zwischen 1974 und 1982 in 126 Länderspielen eingesetzt und war damit zeitweilig bundesdeutsche Rekordnationalspielerin.
Während ihrer Handballlaufbahn spielte sie kurz beim 1. FC Nürnberg, überwiegend aber bei der DJK Würzburg. 1984 trat sie in Würzburg als Vereinsspielerin zurück. Als Trainerin führte sie die DJK 1987 zum Bundesliga-Aufstieg und gab ihr Amt nach diesem Erfolg ab.
Beruflich wurde Placht in Würzbach als Gymnasiallehrerin in den Fächern Geografie und Sport tätig.